# Georges Melchior
Pour les articles homonymes, voir Melchior.
Georges Melchior, né le 15 septembre 1889 dans le 11e arrondissement de Paris et mort le 2 septembre 1944 au sein de l'Hôpital Hertford de Levallois-Perret (Seine), est un acteur français. 

## Biographie
Fils et petit-fils de mégissiers, rien ne prédisposait Georges Melchior à monter sur les scènes de théâtre puis plus tard sur les plateaux de cinéma. Sa vocation artistique est pourtant précoce puisqu'il n'a pas 20 ans quand il monte pour la première fois sur la scène du théâtre de Belleville et du théâtre Déjazet à partir de 1908. 
L'essentiel de sa carrière au cinéma se situe durant la période du muet. Il apparaît notamment dans les ciné-feuilletons de Louis Feuillade, où il interprète le journaliste Fandor, un des personnages principaux de Fantômas.
Mort à l'âge de 54 ans dans une clinique de Levallois-Perret peu après la libération de Paris, Georges Melchior était marié depuis mars 1923 à Céline Méry de près de vingt ans son aînée. Il est inhumé au Cimetière parisien d'Ivry (40e division).

## Théâtre
- 1919 : L’Âme en folie de François de Curel, Théâtre des Arts : le médecin Dromarre
- 1934 : Jeanne d'Arc de Saint-Georges de Bouhélier, Théâtre de l'Odéon : Bourgogne

## Filmographie
- 1911 : L'Envieuse (ou Le Vol) d'Albert Capellani
- 1912 : Grand-Maman de René Le Somptier
- 1912 : L'Amazone masquée de Henri Fescourt - court métrage (305 m) -
- 1912 : Le Maléfice de Louis Feuillade - court métrage (433 m) -
- 1913 : Fantômas de Louis Feuillade - Film en trois parties (1 115 m) : « Le Vol du Royal Palace Hôtel », « La Disparition de Lady Beltham », « Autour de l'échafaud » - Jérôme Fandor
- 1913 : Juve contre Fantômas ou Fantômas II de Louis Feuillade - Film en quatre parties (1 227 m) - « La Catastrophe du Simplon Express », « Au crocodile », « La Villa hantée », « L'Homme noir » - Jérôme Fandor
- 1913 : La Marche des rois de Louis Feuillade (1 074 m)
- 1913 : Le Monde renversé de René Le Somptier
- 1913 : Le Mort qui tue ou Fantômas III de Louis Feuillade - Film en six parties (1 945 m) - « Le Drame de la rue Norvins », « L'Enquête de Fandor », « Le Collier de la princesse », « Le Banquier Nanteuil », « Elisabeth Dollon », « Les Gants de peau humaine » - Jérôme Fandor
- 1913 : S'affranchir de Louis Feuillade - Film en trois parties  (1 074 m) - « La Conquête du bonheur », « Sous le ciel d'Italie », « En garnison » - Le sous-officier Michel
- 1913 : Un drame au Pays basque de Louis Feuillade (917 m) - Jean
- 1913 : Fantômas - À l'ombre de la guillotine de Louis Feuillade
- 1913 : L'Agonie de Byzance de Louis Feuillade - court métrage (868 m) - Jean Guistisciani
- 1913 : L'Attrait du bouge de Louis Feuillade - court métrage (456 m) -
- 1913 : Le Départ dans la nuit de Henri Fescourt - court métrage (682 m) -
- 1913 : Les Deux Médaillons de Henri Fescourt - court métrage (299 m) - Le comte d'Hérigny
- 1913 : Fleur fanée... cœur aimé de René Le Somptier - court métrage (256 m) -
- 1913 : Les Millions de la bonne de Louis Feuillade - court métrage (560 m) - Le fils Chaloupié
- 1913 : La Rencontre de Louis Feuillade - court métrage (431 m) - Le fils Launier
- 1913 : Le Treizième Convive de Georges-André Lacroix - court métrage (381 m) -
- 1913 : Un drame dans l'air de René Le Somptier - court métrage (350 m) -
- 1913 : Valet de cœur de Louis Feuillade - court métrage (234 m) -
- 1913 : La Voix qui accuse de Henri Fescourt - court métrage (644 m) -
- 1914 : Chef d'école de René Le Somptier
- 1914 : Fantômas contre Fantômas ou Fantômas IV de Louis Feuillade - Film en quatre parties (1 274 m) - « Fantômas et l'opinion publique », « Le Mur qui saigne », « Fantômas contre Fantômas », « Règlement de comptes » - Jérôme Fandor
- 1914 : Le Faux Magistrat ou Fantômas V de Louis Feuillade - Film en un prologue et quatre parties (1 881 m) - « Prologue : Au château des Loges », « Le Prisonnier de Louvain », « M. Charles Pradier, juge d'instruction », « Le Magistrat cambrioleur », « L'Évadé de Louvain » - Jérôme Fandor
- 1914 : La Petite Andalouse de Louis Feuillade (1 374 m)
- 1914 : Le Pressentiment de René Le Somptier
- 1914 : L'Amoureuse Aventure de Gaston Ravel - court métrage (401 m) -
- 1914 : La Fille du caissier de René Le Somptier - court métrage (398 m) -
- 1914 : Les Lettres de Louis Feuillade - court métrage (520 m) -
- 1914 : Manon de Montmartre de Louis Feuillade - court métrage (685 m) - Jean Bernard
- 1914 : Les Pâques rouges de Louis Feuillade - court métrage (840 m) -
- 1915 : Le Pont des enfers de René Le Somptier - court métrage (722 m) -
- 1916 : L'Aubade à Sylvie de René Le Somptier (951 m) - Robert Bernard
- 1917 : Mères françaises de Louis Mercanton (1 230 m)
- 1921 : L'Atlantide de Jacques Feyder (4 000 m) - Le capitaine de Saint-Avit
- 1922 : Les Hommes nouveaux de Edouard-Emile Violet et E.B Donatien (2 222 m) - Le capitaine de Chassagne
- 1922 : Le Lac d'argent de Gaston Roudès (1 525 m) - Henri Servais
- 1922 : Les Roquevillard de Julien Duvivier (1 960 m) - Maurice Roquevillard
- 1923 : Le Petit Moineau de Paris de Gaston Roudès (2 100 m) - Gilbert Damien
- 1923 : Les Rantzeau de Gaston Roudès (1 900 m) - Georges Rantzeau
- 1924 : La Voyante de Leon Abrams (1 800 m) - Jean Detaille
- 1924 : Rêves de clown de René Hervoin et Mme Vigier (1 600 m) - Maraval, le célèbre aviateur
- 1925 : Mon curé chez les riches de E.B Donatien (2 420 m) - Pierre de Sableuse
- 1926 : Au revoir...et merci / Pneumatiques de E.B Donatien et Pierre Colombier Gaétan de La Potinière
- 1926 : Le Dédale de Gaston Roudès et Marcel Dumont - Guillaume Le Breuil
- 1926 : Florine, la fleur du Valois de E.B Donatien (3 500 m) - Loys Millet
- 1926 : La Forêt qui tue de René Le Somptier - François Boran
- 1926 : Le Marchand de bonheur de Joseph Guarino (2 200 m) - René Brizay
- 1926 : Le P'tit Parigot de René Le Somptier (2 700 m) - Robert de Monterval
- 1926 : La Terre qui meurt de Jean Choux (2 300 m) - François Lumineau
- 1927 : La Sirène des Tropiques de Henri Etievant et Mario Nalpas (2 030 m) - Le comte Severo
- 1927 : La Vestale du Gange de André Hugon (2 900 m) - Le lieutenant Darsac
- 1927 : Le Dédale réalisé par Gaston Roudès et Marcel Dumont
- 1928 : Casaque blanche...Toque noire de Joseph Guarino
- 1928 : La Maison au soleil de Gaston Roudès (2 950 m) - Gérard Goël
- 1928 : La Petite Sœur des pauvres de Georges Pallu - Robert Saint-André
- 1929 : Quand l'ombre descend de Gennaro Dini (1 979 m) - René de Graves
- 1930 : Les Saltimbanques de Jaquelux et Robert Land - Le comte des Etiquettes
- 1931 : Pour un soir ou Stella Maria de Jean Godard
- 1931 : Les Vagabonds magnifiques de Gennaro Dini - Jacques Ferval
- 1932 : Le Billet de logement de Charles-Félix Tavano - Le colonel
- 1932 : Colette et son mari de André Pellenc
- 1932 : L'Enfant de ma sœur de Henry Wulschleger - Caverlin
- 1932 : Rocambole de Gabriel Rosca - Rudolph
- 1933 : Le Grand Bluff de Maurice Champreux - Joe Richman
- 1933 : La Vierge du rocher/ Le Drame de Lourdes de Georges Pallu - M. Dormoy
- 1934 : Les Amoureux de Colette de André Pellenc - court métrage -
- 1937 : La Citadelle du silence de Marcel L'Herbier